# 霍纳迪制造公司
霍纳迪制造公司（英語：Hornady Manufacturing Company）是总部位于美国内布拉斯加州格兰德艾兰的弹药制造商，以研发生产各种高端子弹部件（弹头、弹壳）和手装器具出名。

## 公司历史
霍纳迪制造公司的创始人乔伊斯·霍纳迪（Joyce Wright Hornady，1907～1981）生于林肯市，1942年和妻子从故乡迁到格兰德艾兰，受聘于当地的康恩哈斯克陆军弹药厂（Cornhusker Army Ammunition Plant）做射击教员。1946年他和弗农·史毕尔（Vernon David Speer，1901～1979，史毕尔弹药公司的创始人）开了一个运动商品店，制作了一台可以将用完的.22凸缘底火旧弹壳转化成弹头被甲的机器，开始生产弹头。后来因为史毕尔不满当地的法律限制决定迁往爱达荷州刘易斯顿，两人分道扬镳，霍纳迪从1949年开始建立了霍纳迪制造公司，收购二战结束后政府剩余的生产设备，并开始生产自己设计的.30口径弹头。1964年，霍纳迪推出了“边陲”（Frontier Ammunition）品牌，并开始生产步枪和手枪弹药。1971年，霍纳迪开始扩展产品种类，收购了太平洋工具公司（Pacific Tool Company）以便打入手装器具市场。几年后，霍纳迪收购了西海岸弹丸公司（West Coast Shot Company）并重新命名为霍纳迪麦格农弹丸（Hornady Magnum Shot）。
1981年1月15日，乔伊斯·霍纳迪同两名职员代表公司参加当年在路易斯安那州新奥尔良举办的SHOT Show，在驾驶私有的Piper PA-23轻型飞机试图降落当地的湖边机场时出事故坠入庞恰特雷恩湖中，机上三人无一幸免。乔伊斯死后公司由他的儿子史蒂夫·霍纳迪（Steve Hornady）接管运营。

### 太平洋工具公司
霍纳迪公司现任总裁史蒂夫·霍纳迪曾在1960年至1971年为加利福尼亚州的太平洋工具公司工作。后来太平洋工具公司从加州前往内布拉斯加，最终被霍纳迪收购。太平洋工具公司的品牌现在仍在运营。

## 产品
霍纳迪主要生产打靶和打猎弹药，以及高质量的自卫弹药。1990年，霍纳迪XTP（意思是Extreme Terminal Performance，即“极致终端性能”）弹头赢得了业内的全国联邦持证交易商协会（[National Association of Federal Licensed Dealers）年度产品价值奖。公司以越来越受小型动物狩猎者欢迎的.17 HMR和.17 HM2凸缘底火子弹闻名，并且还和斯特姆-儒格合作密切，研发出了著名的.204 Ruger、.375 Ruger和.480 Ruger等中央底火子弹，以及以远程弹道性能优异而闻名的6.5mm Creedmoor和6mm ARC子弹。公司还创新研发了在杆动步枪上使用的LEVERevolution弹药，用弹性体尖头为弹头提供更好的气动外形并减少了杆动步枪的管式弹仓内弹头撞击前方子弹底火导致走火的风险。除此之外，霍纳迪还推出了一系列用弹性体鼻锥来改善空尖弹气动外形的高精度弹药。2019年，霍纳迪还率先推出了用铝合金材料作鼻锥的A-Tip系列。
霍纳迪还生产一整套手装器材（包括压具、冲模、磨具、切具、称秤等等）和部件（包括弹头、黄铜弹壳、塑料霰弹壳等等）。同时，霍纳迪还为老式战斗步枪（比如许多人收藏的毛瑟、李-恩菲尔德、莫辛-纳甘、瑞典毛瑟等）生产同等性能指标的“复古竞赛”（Vintage Match）品牌弹药 ，包括6.5×55mm、.303 British、7.62×54mmR, 7.92×57mm Mauser和.30-06等口径，提供比传统军剩弹性能更优的非手装弹产品。
除了弹药产品，霍纳迪近年来还生产各类枪械存放容器，比如枪柜、枪盒、挂墙锁等等。